# Lon L. Fuller
Lon L. Fuller, född 1902, död 8 april 1978, var en amerikansk rättsfilosof och professor vid Harvard, mest känd som en kritiker av rättspositivismen och anhängare av naturrätt.
1958 förde Fuller en debatt med H.L.A. Hart och de tankar han förde fram utvecklades vidare främst i verket The Morality of Law (1964). Fuller försökte hitta en medelväg mellan rättspositivism och traditionell naturrätt.  Han avvisade religiösa former av naturrätt, d.v.s. doktriner som hävdar att det finns en "högre lag", given av Gud, men avvisade samtidigt rättspositivismens kärnpåstående om att det inte finns något nödvändigt samband mellan lag och moral. Enligt Fuller fanns vissa moralprinciper inbyggda i begreppet lag, vilket innebär att en lag som inte innehåller dessa principer inte ska räknas som en genuin lag, och att en sådan lag möjligen inte behöver följas.